# Stadion Wisły Kraków (1922)
Stadion Wisły Kraków – wielofunkcyjny stadion w Krakowie, w Polsce, wybudowany w 1922, zlikwidowany w 1953 roku. Mógł pomieścić 1800 widzów. Swoje spotkania rozgrywali na nim piłkarze klubu Wisła Kraków.
Stadion posiadał drewnianą trybunę zaprojektowaną przez Romana Bandurskiego, wzorowaną na budynkach dawnej wystawy architektonicznej, gdzie mieściło się poprzednie boisko klubu. Wyposażony był również w bieżnię lekkoatletyczną oraz zegar firmy Omega.

## Historia
Niedługo przed wybuchem I wojny światowej, 5 kwietnia 1914 roku Wiśle Kraków udało się otworzyć własne boisko na terenie dawnej wystawy architektonicznej, na tzw. „Oleandrach”. Wybuch wojny sprawił jednak, że działalność klubu została zawieszona; natomiast na całym terenie powystawowym wraz z boiskiem Wisły zostały zakwaterowane oddziały wojskowe, a po ich wymarszu na front urządzono tam obory dla krów. Na dodatek 12 marca 1915 roku obiekty powystawowe strawił pożar. Wisła wznowiła swą działalność w lipcu 1918 roku, ale nie powróciła już na swoje poprzednie boisko, które uległo likwidacji, zamiast tego korzystała z obiektów Cracovii i Makkabi Kraków. Czyniła również starania celem uzyskania nowego boiska, które udało się wybudować na terenie rozparcelowanego toru wyścigów konnych. Jego otwarcie miało miejsce 8 kwietnia 1922 roku, a poświęcenia dokonał kapucyn o. Kazimierz Władysław Madejewski („Anioł”)
Tego dnia na inaugurację Wisła wygrała z Pogonią Lwów 4:2. Tuż obok stadionu Wisły (na północ od niego) znajdował się stadion Jutrzenki Kraków. W 1927 roku naprzeciwko głównej trybuny stanął zegar firmy Omega. 14 sierpnia 1935 roku stadion nawiedziła gwałtowna burza, która zniszczyła główną trybunę. W ciągu kilku lat została ona odbudowana, nie była już jednak tak okazała jak dawniej. Podczas II wojny światowej, w czasie okupacji niemieckiej obiekt służył drużynie Deutsche Turn- und Sportgemeinschaft (DTSG). Po zajęciu miasta przez Armię Czerwoną już 28 stycznia 1945 roku zorganizowano na obiekcie pierwsze mecze polskich drużyn. W 1946 roku po raz kolejny trybuna stadionu została zniszczona przez burzę; tym razem odbudowano ją już tylko prowizorycznie. W maju 1953 roku oddano do użytku nowy stadion Wisły, który powstał tuż obok, w miejscu w którym od 1948 roku był tor żużlowy. Stary stadion Wisły został natomiast zlikwidowany.
W trakcie istnienia stadionu grająca na nim Wisła Kraków czterokrotnie zdobywała tytuł mistrza kraju (w latach 1927, 1928, 1949 i 1950; w sezonie 1951 również triumfowała w rozgrywkach ligowych, ale wówczas jedyny raz w historii tytuł mistrza Polski przyznano zwycięzcy rozgrywek o Puchar Polski, którym została Unia Chorzów). 5 września 1926 roku na stadionie rozegrano finał pierwszej w historii i jedynej w okresie międzywojennym edycji piłkarskiego Pucharu Polski (Wisła Kraków – Sparta Lwów 2:1). Jeden raz, 19 lipca 1925 roku, na obiekcie wystąpiła piłkarska reprezentacja Polski, przegrywając towarzysko z Węgrami 0:2. Obiekt był także areną lekkoatletycznych Mistrzostw Polski w latach 1925 (tylko zawody mężczyzn), 1928 (zawody kobiet), 1935 (zawody kobiet), 1946 oraz 1950.